# 利馬布蘭科市

利馬布蘭科市（西班牙語：Municipio Lima Blanco），是委內瑞拉的一個市，位於該國西部科赫德斯州，首府設於馬卡波，面積127平方公里，2007年人口9,161，人口密度為每平方公里72人。